# 시네팩
시네팩(Cinepak)은 슈퍼맥 테크놀로지스 계열사인 슈퍼매치(SuperMatch)사가 개발한 영상 코덱이다. 1992년에 애플 컴퓨터의 퀵타임 비디오 제품군의 일부로 출시하였다. 320x240 해상도의 영상을 1배속 (150 킬로바이트/초) CD-ROM 전송 속도에 맞게 변환하기 위해 만들어졌다. 이 코덱은 1993년에 윈도 플랫폼으로 포팅되었다. 아타리 제규어 CD, 세가 CD, 세가 새턴, 3DO와 같은 1세대와 2세대 CD-ROM 게임기에도 사용되었다.
시네팩은 초기 버전의 퀵타임과 마이크로소프트 비디오 포 윈도우의 주된 영상 코덱이었지만 나중에 소렌슨 비디오, 인텔 Indeo, 최근의 MPEG-4, H.264에 밀리게 되었다. 그러나 시네팩으로 압축한 영상은 아직도 대부분의 미디어 플레이어에서 재생할 수 있다.
시네팩은 현재 대부분의 코덱에서 쓰이는 이산 코사인 변환(DCT, 특히 MPEG 계열과 JPEG에서 쓰임) 알고리즘과 상당히 다른 알고리즘인 벡터 양자화에 기반을 두고 있다. 상대적으로 속도가 느린 CPU에 맞게 설계되었지만 낮은 비트레이트로 영상의 블록이 생기면서 깨지는 현상이 나타날 수 있다. (이는 FMV 기반의 비디오 게임에서도 발견되는 문제점이다.)
이 코덱의 원래 이름은 콤팩트비디오(CompactVideo)였다.